# Pomponiano
Pomponiano  antiguo romano del siglo I, amigo de Plinio el Viejo, a cuya casa de Estabias se dirigió este durante la erupción del Vesubio. A pesar de que Pomponiano estaba listo para partir, Plinio le persuadió para permanecer en casa. Al día siguiente, no pudo evitar la muerte del historiador por asfixia cuando este bajó a la playa.
Su amigo personal, el conocido autor y comandante militar Plinio el Viejo, navegó desde el otro lado de la bahía de Nápoles para rescatarlo. En medio del desastre, Pomponiano y Plinio esperaron en la ciudad durante la noche a que cambiara el viento, después de lo cual su grupo se vio obligado a decidir si permanecer dentro y arriesgarse al colapso del techo sobre ellos debido a la acumulación de piedra pómez y ceniza, o intentar escapar al exterior y correr el riesgo de ser enterrados. Plinio el Viejo murió posteriormente durante el intento de fuga.